# Daniel Johns
Daniel Paul Johns, född 22 april 1979 i Newcastle, Australien, är en australiensk sångare, gitarrist, pianist och låtskrivare, mest känd för att ha grundat rockbandet Silverchair. Han medverkar även i bandet the Dissociatives som han startade tillsammans med Paul Mac. Deras debutalbum släpptes 4 april 2004. 
Daniel Johns hade anorexia mellan cirka 1997-2000 och det har också påverkat låtskrivandet. Låten "Ana's Song (Open Fire)" handlar om hans anorexia och hur det har påverkat honom. Han är även vegan.
Daniel Johns var gift med skådespelerskan, modellen och artisten Natalie Imbruglia under åren 2003-2008.